# Bob Sweikert
Robert Charles "Bob" Sweikert (Los Angeles (Californië), 20 mei 1926 - Salem (Indiana), 17 juni 1956) was een Amerikaans autocoureur. Hij won de Indianapolis 500 van 1955.

## Carrière
Sweikert reed tussen 1952 en 1955 in het American Automobile Association kampioenschap en in 1956 in het United States Automobile Club kampioenschap, de voorlopers van de Champ Car. Hij won de titel in 1955, het jaar waarin hij ook de Indianapolis 500 won. Zijn overwinning werd overschaduwd door de dood van Bill Vukovich, die de Indy 500 de twee voorgaande jaren had gewonnen en die tijdens de race om het leven kwam. Een jaar later werd Sweikert zesde op de Indianapolis Motor Speedway, maar kwam achttien dagen later om het leven tijdens een race op de Salem Speedway, een circuit dat 160 km ten zuiden van de Indianapolis Motor Speedway ligt.
Sweikert reed in zijn Championship Car-carrière 36 races, won vier keer en finishte tien keer op een podiumplaats als niet-winnaar. Hij vertrok zes keer vanaf poleposition.  Hij startte vijf van de zeven Grands Prix Formule 1 in Indianapolis die meetelden voor de Formule 1 tussen 1950 en 1956. Hij behaalde acht WK-punten in het Formule 1 kampioenschap van 1955 voor zijn Indy 500 overwinning dat jaar.